# Belfast Celtic FC
Belfast Celtic FC, zkráceně Belfast Celtic, byl severoirský fotbalový klub sídlící v Belfastu. Tým byl 14× mistrem Irska či Severního Irska. Klubovými barvami byly zelená a bílá.
Klub skončil roku 1949 z politických důvodů, protože hráči a fanoušci byli katolíci a irští nacionalisté.

## Historie
Klub byl založen roku 1891 pod názvem Celtic podle klubu z Glasgow.
Politické události v Irsku ze začátku 20. let 20. století (vedoucí k odtržení většiny ostrova od Spojeného království) se promítly i na hřiště. Celtic nehrál ligu v sezonách 1920/21 až 1923/24. Po návratu do ligy skončil v roce 1925 třetí a poté byl 4× za sebou mistrem.
26. prosince 1948 hrál Celtic proti Linfieldu. Linfield vyrovnal v poslední minutě a jeho fanoušci vběhli na hřiště a napadli hráče Celticu. Po skončení sezony v dubnu 1949 Celtic ligu opustil. V květnu a červnu jel na turné do USA a Kanady. V New Yorku Celtic překvapivě porazil Skotsko 2:0. Poté klub rozprodal hráče a hrál už jen přátelská utkání.

## Úspěchy
- Irish League: 14
  - 1899–00, 1914–15, 1919–20, 1925–26, 1926–27, 1927–28, 1928–29, 1932–33, 1935–36, 1936–37, 1937–38, 1938–39, 1939–40, 1947–48
- Irish Cup: 8
  - 1917–18, 1925–26, 1936–37, 1937–38, 1940–41, 1942–43, 1943–44, 1946–47